# Beaver Creek (Yukon)
Beaver Creek é uma comunidade localizada no território de Yukon, noroeste do Canadá. Está localizada no quilômetro 1870,6 da Estrada do Alaska, a 1,9 quilômetros ao sudeste do Aeroporto de Beaver Creek e perto do cruzamento fronteiriço de Alcan - Beaver Creek. É a comunidade mais ocidental do Yukon e do Canadá.
No censo de 2011 a comunidade possuía uma população de 103 residentes, decresceu 6% em relação ao censo de 2006.

## Galeria

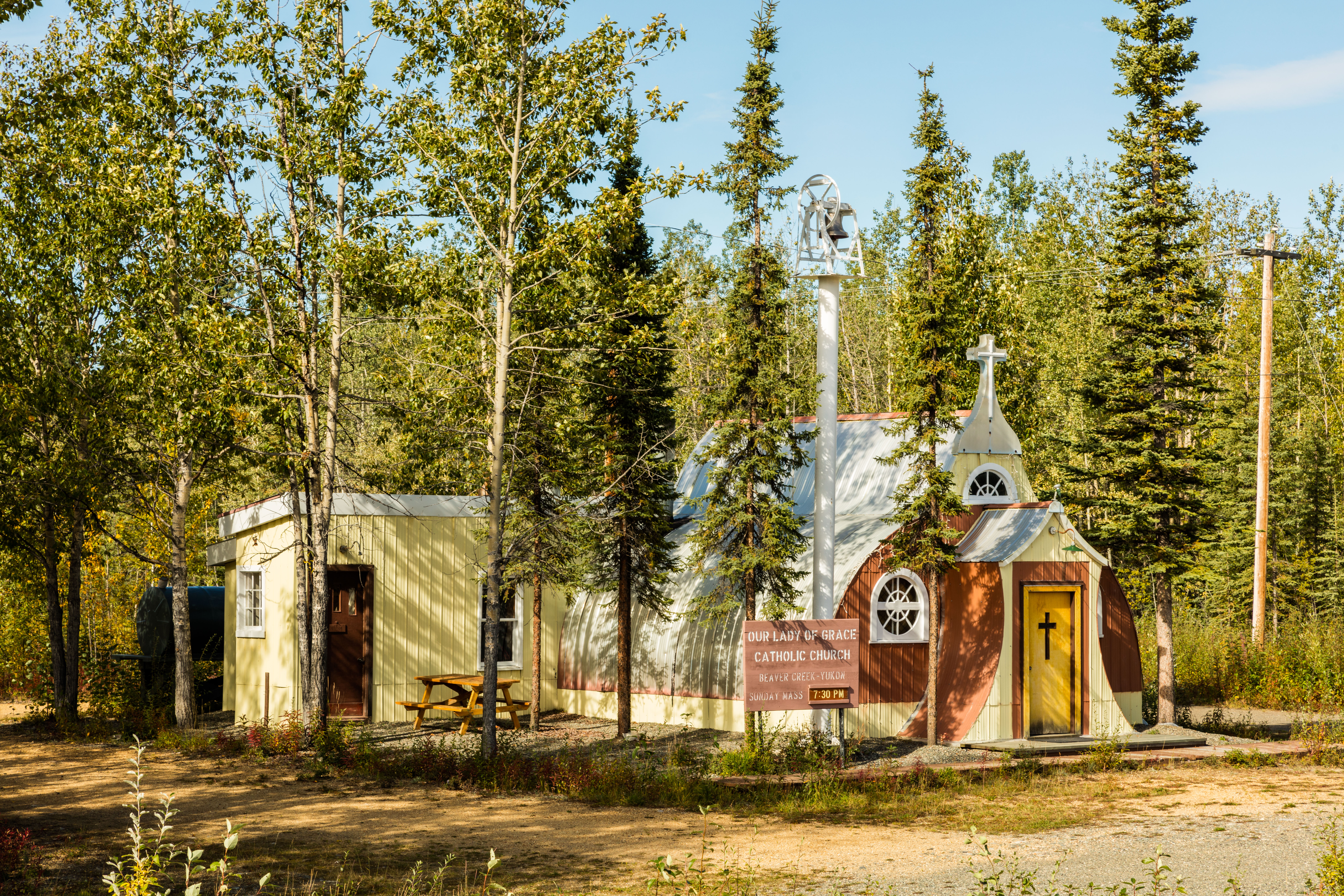
Igreja de Nossa Senhora da Graça
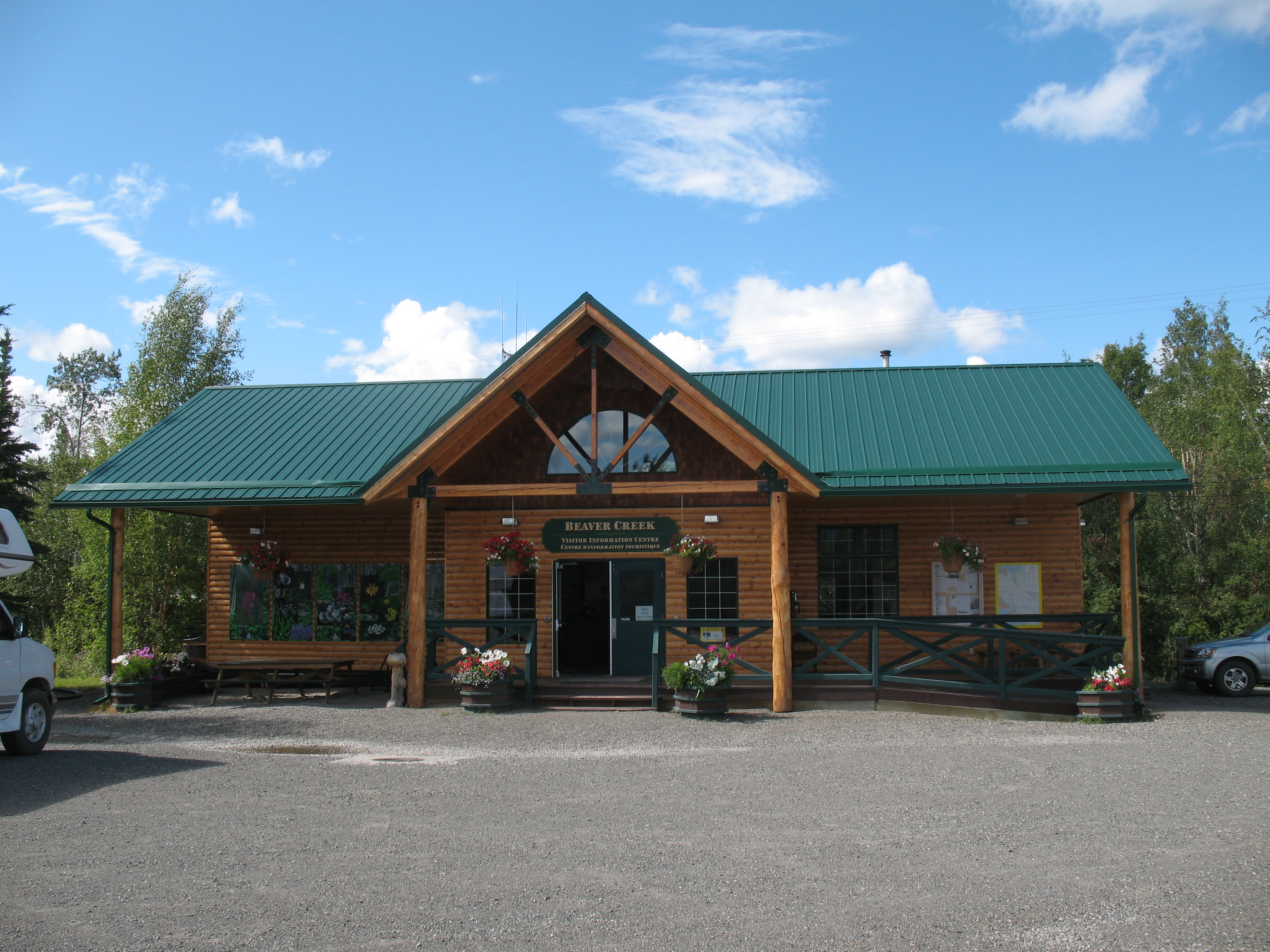
Centro de informações ao visitante de Beaver Creek